# Cheval en Tanzanie
Le cheval en Tanzanie, introduit au milieu du XIXe siècle, y reste rare. La Tanzanie héberge en 2018 environ 15 000 chevaux, majoritairement détenus pour des pratiques de loisir par des familles fortunées.

## Histoire
Bien que des fossiles d'hipparion aient été retrouvés à Laetoli, la Tanzanie n'est pas un pays à tradition équestre, l'équidé typique y étant plutôt le zèbre. Les premières implantations connues du cheval en Tanzanie résultent de tentatives vaines pour les explorateurs de les employer comme moyen de transport, au milieu du XIXe siècle. Les forces britanniques disposent de troupes de cavalerie régulières durant leur campagne. De manière générale, le cheval constitue une espèce exotique, récemment introduite en Tanzanie.

## Pratiques

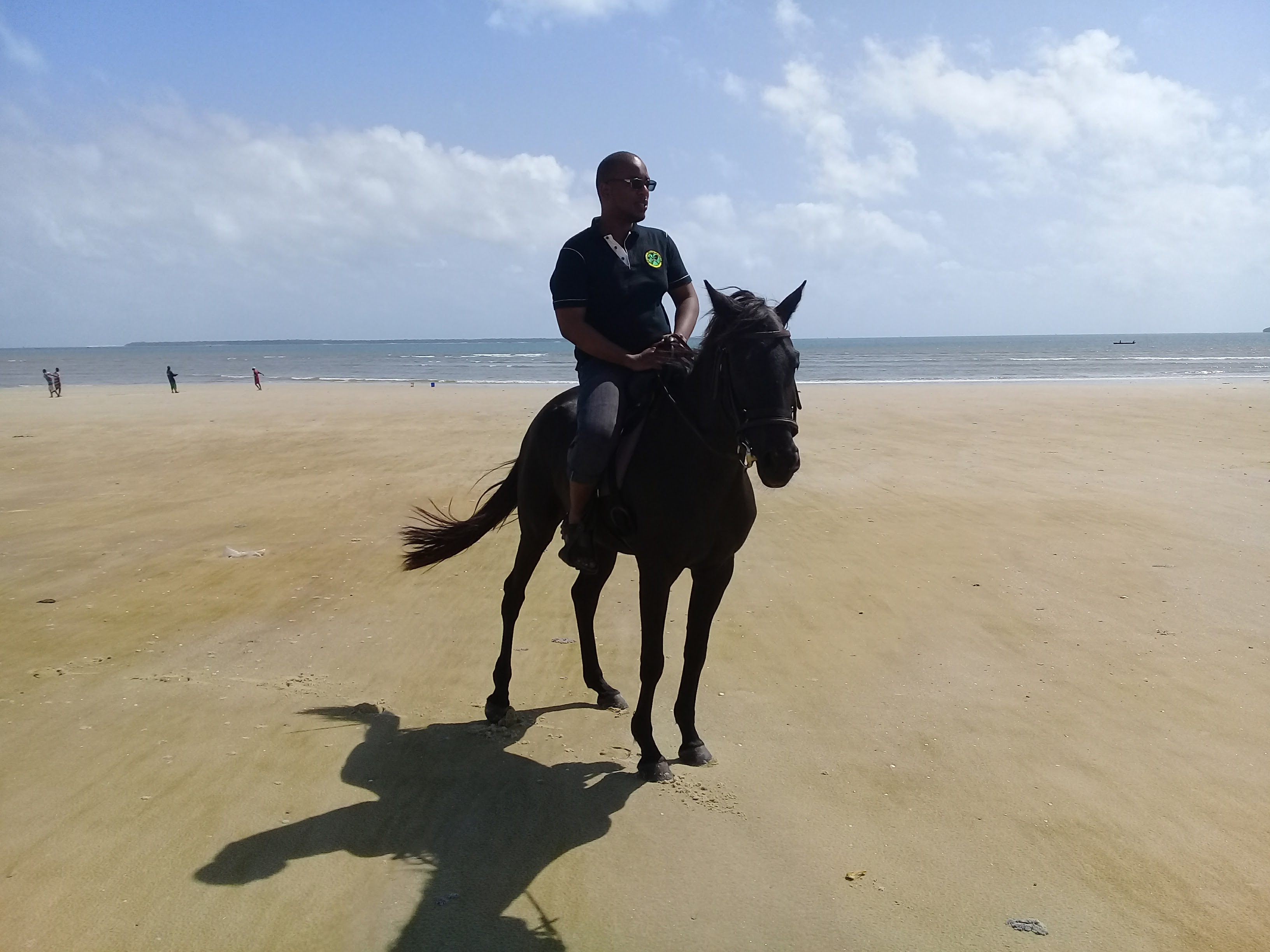
Cavalier à Dar es Salam.

Bien que le nombre de chevaux soit limité, leurs utilisations sont variées. L'une d'elles est l'organisation de safaris exotiques montés. De tels safaris sont notamment organisés dans l'Ouest du mont Kilimandjaro et dans la région du lac Natron. Le cheval sert aussi d'animal de travail dans les ranchs. La Tanzanie dispose d'un club de polo, dans le Nord. L'équitation de loisir est généralement organisée dans la région de la capitale Dodoma. La principale utilisation des chevaux relève des pratiques de loisir, de la part de familles fortunées et de diverses institutions.
Les gouvernements centraux et locaux ainsi que le grand public s'intéressent peu aux équidés ; aussi le chercheur R. Trevor Wilson (2013) estime que le statu quo va se maintenir.

## Élevage
D'après la base de données DAD-IS, la Tanzanie compte entre 10 000 et 20 000 chevaux sur son territoire en 2018, avec tendance à la baisse des effectifs ; ce recensement est cependant peu fiable. L'espèce n'y est pas considérée comme menacée d'extinction, mais l'élevage équin y constitue un secteur mineur.
Le pays est exposé à la trypanosomiase africaine, notamment dans le Nord-ouest ; les délais d'obtention des remèdes compliquent l'élevage et augmentent la mortalité